# Lesjön, Södermanland
Lesjön är en sjö i Nyköpings kommun i Södermanland och ingår i Trosaån-Svärtaåns kustområde. Sjön har en area på 0,047 kvadratkilometer och ligger 44 meter över havet.

## Delavrinningsområde
Lesjön ingår i det delavrinningsområde (651612-158267) som SMHI kallar för Rinner mot Risöområdet sek namn. Medelhöjden är 22 meter över havet och ytan är 35,07 kvadratkilometer. Det finns inga avrinningsområden uppströms utan avrinningsområdet är högsta punkten. Avrinningsområdets utflöde mynnar i havet, utan att ha någon enskild mynningsplats. Avrinningsområdet består mestadels av skog (74 procent) och jordbruk (13 procent). Avrinningsområdet har 0,2 kvadratkilometer vattenytor vilket ger det en sjöprocent på 0,6 procent. Bebyggelsen i området täcker en yta av 0,73 kvadratkilometer eller 2 procent av avrinningsområdet.